# 字怀

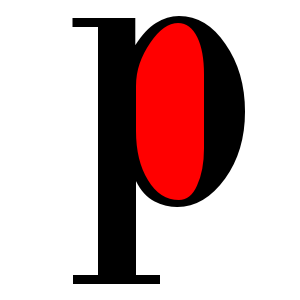
图中红色处为小写拉丁字母p的字怀

在字体排印学中，字怀（又称字谷）指字母构造中的全封闭或半封闭区域。 拉丁字母中包含有封闭字怀的有A、B、D、O、P、Q、R、a、b、d、e、g、o、p和q， 包含开放字怀的有c、f、h、s等，数字0、4、6、8、9同样拥有字怀。字怀与字母外部空间之间的开口称为字怀开口。
小写字母“g”有两种印刷变体：单层有一个封闭字怀和一个开放字怀；双层有两个封闭字怀。
数字4同样有两种印刷变体：上封闭的有一个封闭字怀，上开放（即手写体）的有一个开放字怀。

## 开口的开放和闭合
不同字体在设计时会有不同的开口大小取向，而开口大小的选取对无衬线体的设计又有着至关重要的作用。在有些无衬线体的设计之中，笔画取粗而开口取狭。

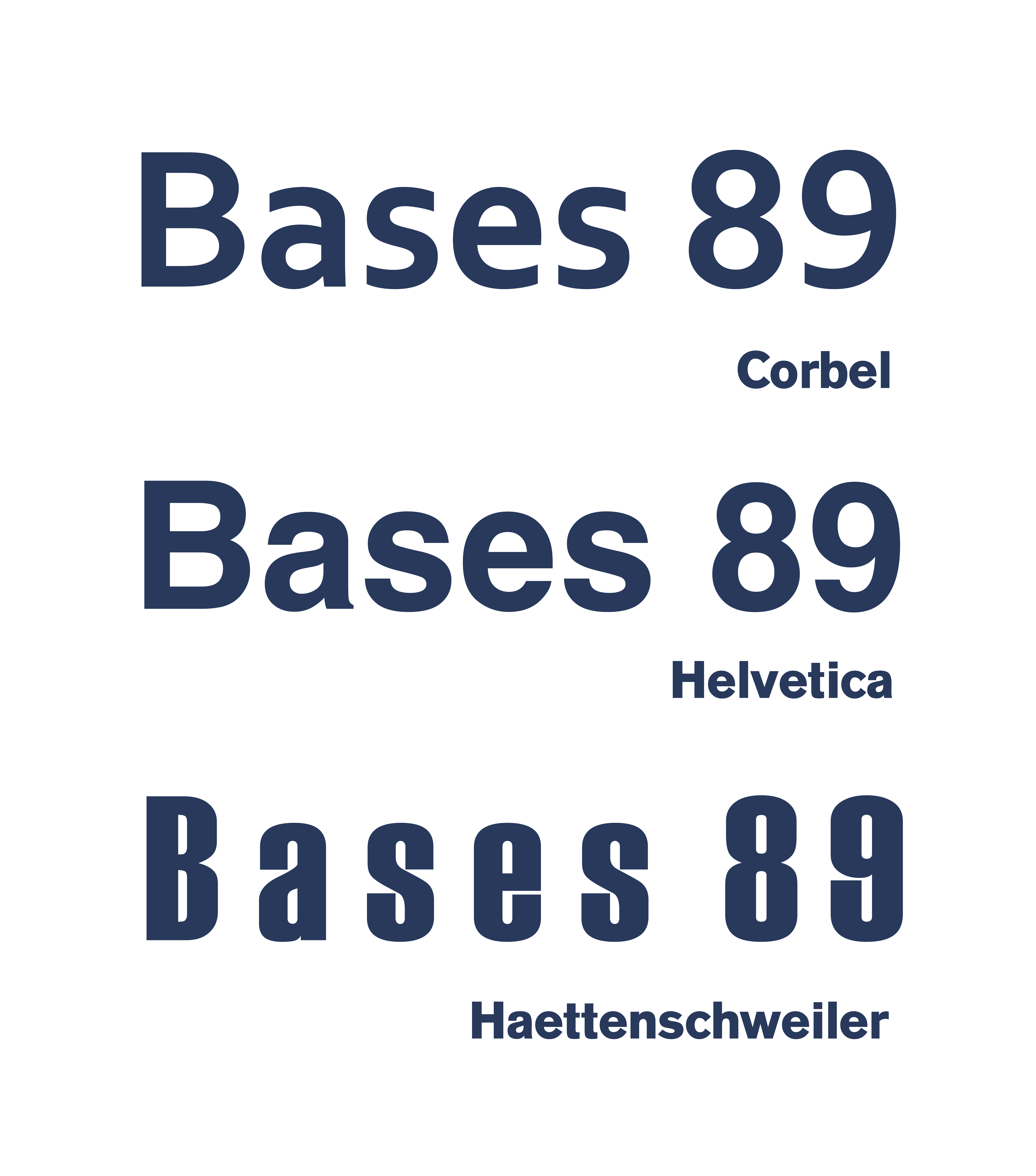
三个无衬线体的对比： Corbel 具外放的开口，Helvetica的则较为封闭，Haettenschweiler同样封闭，而且更加紧缩。注意，Haettenschweiler的数字8和数字9很难分辨。

追求易认性（legibility）的字体通常开口外放。为避免相近字符被误认，追求易认性的字体常被设计得笔画舒展，布局匀称。在有些应用场合，这一设计变得尤为重要；比如需要远观的标识、为视力障碍者准备的阅读材料或低质量印刷的小字内容。 具有开放开口的字体既包括用于低分辨率屏幕显示的字体，比如Lucida Grande、Trebuchet MS、Corbel和Droid Sans，也有诸如Frutiger和FF Meta这些设计用于印刷的字体。自1980年代和1990年代人文主义无衬线体开始大行其道， 外放开口的设计变得越来越普遍，计算机屏幕显示的需要正是该设计的流行原因之一。
“新无衬线体”，比如Helvetica的开口较为紧致，笔画末端被折叠得彼此十分靠近。这让其设计变得独特而紧凑，但也牺牲了相近字母的可区分程度。趋向于闭合和高度紧缩的字体，比如Impact、Haettenschweiler，在小字印刷某些文字时，譬如数字“8”和数字“9”会变得难以分辨。设计师Nick Shinn指出，这一设计趋势之于无衬线体，类似于19世纪时的Didone之于衬线体，可能是为了分散活字上的压力以减小活字磨损。